# فابریتزیو جیفونی
فابریتزیو جیفونی (انگلیسی: Fabrizio Gifuni؛ زادهٔ ۱۶ ژوئیهٔ ۱۹۶۶) یک هنرپیشه اهل ایتالیا است.
از فیلم‌ها یا برنامه‌های تلویزیونی که وی در آن نقش داشته است می‌توان به هانیبال، بهترین دوران جوانی، آن‌طور که ما خندیدیم، جووانی فالکونه، زمستان اشاره کرد. جیفونی در سال ۲۰۰۴ و ۲۰۱۴ برنده جایزه انجمن ملی فیلم ایتالیا بهترین بازیگر مرد شده است.